# Franco Tancredi
Franco Tancredi (Giulianova, Provincia de Teramo, Italia, 10 de enero de 1955) es un exfutbolista italiano. Se desempeñaba en la posición de guardameta.

## Selección nacional
Fue internacional con la selección de fútbol de Italia en 12 ocasiones. Debutó el 26 de septiembre de 1984, en un encuentro amistoso ante la selección de Suecia que finalizó con marcador de 1-0 a favor de los italianos.

### Participaciones en Copas del Mundo
| Mundial                        | Sede   | Resultado        |
| ------------------------------ | ------ | ---------------- |
| Copa Mundial de Fútbol de 1986 | México | Octavos de final |

## Clubes
| Club              | País   | Año         |
| ----------------- | ------ | ----------- |
| Giulianova Calcio | Italia | 1972 - 1974 |
| A. C. Milan       | Italia | 1974 - 1976 |
| Rimini Calcio     | Italia | 1976 - 1977 |
| A. S. Roma        | Italia | 1977 - 1990 |
| Torino F. C.      | Italia | 1990 - 1991 |

## Palmarés

### Campeonatos nacionales
| Título      | Club       | País   | Año     |
| ----------- | ---------- | ------ | ------- |
| Copa Italia | A. S. Roma | Italia | 1979-80 |
| Copa Italia | A. S. Roma | Italia | 1980-81 |
| Serie A     | A. S. Roma | Italia | 1982-83 |
| Copa Italia | A. S. Roma | Italia | 1983-84 |
| Copa Italia | A. S. Roma | Italia | 1985-86 |

### Copas internacionales
| Título       | Club         | País   | Año  |
| ------------ | ------------ | ------ | ---- |
| Copa Mitropa | Torino F. C. | Italia | 1991 |